# الهيئة العليا للاتصال السمعي البصري (المغرب)
الهيئة العليا للاتصال السمعي البصري هي الهيئة المخولة بتنظيم البث الإذاعي والتلفزي في المملكة المغربية. إذ يحتدم التنافس في المغرب بين سياسيين ورجال أعمال لإنشاء قنوات إعلامية خاصة. ومن شأن إطلاق الجيل الجديد من تلك القنوات أن يساهم في تنشيط قطاع إعلامي ظل لوقت طويل خاضعا للدولة. ومن المتوقع أن يصل عدد الإذاعات الخاصة نحو عشرين.
للهيأة العليا للإتصال السمعي البصري سلطة إدارية مستقلة، موضوعة تحت ظل الرعاية السامية لجلالة الملك محمد السادس، مكلفة بضبط وتقنين قطاع الإتصال السمعي البصري، الذي تم تحريره بوضع حد لاحتكار الدولة في هذا المجال، لمواكبة المسيرة الديمقراطية والحداثية للمغرب، ولمواجهة تحديات العولمة والتطور التكنولوجي العالمي الذي يعرفه مجال الإعلام والإتصال.
تقدم الهيأة العليا للإتصال السمعي البصري بهذه الصفة جميع الضمانات المتعلقة بالإستقلالية والحياد، مما يمكنها من القيام بالمهام الموكولة لها بمقتضى الظهير الشريف المحدث لها، بكل فاعلية ومصداقية.
تتجلى مهمتها الأساسية في السهر على الاحترام التام لمبادئ التعددية، وحرية التعبير بقطاع الإتصال السمعي البصري، في احترام تام للقيم الحضارية الأساسية والقوانين الجاري بها العمل في المملكة.

## وصلة خارجية
- (بالفرنسية)+(بالعربية) الموقع الرسمي لمجلس الأعلى للاتصال السمعي البصري